# 일리야 프란크
일리야 미하일로비치 프란크(러시아어: Илья́ Миха́йлович Франк, 1908년 10월 23일 ~ 1990년 6월 22일)은 체렌코프 효과를 발견한 공로로 파벨 체렌코프, 이고리 탐과 함께 1958년에 노벨 물리학상을 받은 소비에트 연방의 물리학자이다.
그는 1930년에 모스크바 대학교를 졸업했다. 1934년에 그는 물 속에서 굉장히 빠른 속도로 이동하던 입자들에서 빛이 배출된다는 사실을 발견했다. 그와 이고리 탐은 이 현상이 광학적으로 투명한 계 안에서 빛보다 빠른 입자에 나타나는 현상이라는 이론적인 설명을 제시했다. 이 발견은 빠른 속도의 핵자를 발견하거나 그 속도를 측정할 수 있는 방법의 발견으로 이어져 핵물리학에 있어서 굉장히 중요성 있는 발견으로 알려진다. 체렌코프 효과는 방사성 동위 원소에 대한 생체의학적 연구에도 이용된다.
그는 또한 감마선과 중성자 선속에 관한 연구 분야에서 두각을 나타냈다. 그는 1944년에 모스크바 대학교의 물리학부 부장이 되었고 2년 뒤인 1946년에는 소비에트 연방 과학 아카데미의 회원이 되었다.